# Aad van der Vaart
Adrianus Willem (Aad) van der Vaart (Vlaardingen, 12 juli 1959) is een Nederlands hoogleraar stochastiek, sinds 2012 aan het Mathematisch Instituut van de Universiteit Leiden.
Van der Vaart studeerde wiskunde, filosofie en psychologie aan de Universiteit Leiden en promoveerde bij Willem Rutger van Zwet in 1987 te Leiden op Statistical estimation in large parameter spaces (statische schattingen in hoogdimensionale ruimtes). Daarna werkte hij aan universiteiten in het buitenland alvorens hoogleraar aan de Vrije Universiteit te worden; in 2012 werd hij hoogleraar te Leiden.
In 2015 was hij een van de vier winnaars van de Spinozapremie en ontving daarbij een geldbedrag van 2,5 miljoen euro. Sinds 2009 is Van der Vaart lid van de Koninklijke Nederlandse Akademie van Wetenschappen (KNAW).

## Prijzen en onderscheidingen
- 2003: Van Dantzigprijs voor de beste Nederlandse onderzoeker onder de 40 op het gebied van de statistiek en operational research.[4]
- 2013: ERC Advanced Grant van de European Research Council voor grensverleggend onderzoek.[5]
- 2015: een van de vier winnaars van de Spinozapremie, de hoogste Nederlandse onderscheiding voor academici die werkzaam zijn in Nederland.[6] Hij kreeg deze hoge onderscheiding voor zijn onderzoek naar rekenmodellen die bijvoorbeeld helpen bij het opsporen van genen voor kankeronderzoek.[7] Het ontvangen geldbedrag wil hij besteden aan langdurige aanstellingen voor onderzoekers.[8]

- Bibsys: 90295892
- Bibliothèque nationale de France: cb14517908q (data)
- Catàleg d'autoritats de noms i títols de Catalunya: 981058611366006706
- CiNii: DA02970041
- DBLP: 59/6294
- Gemeinsame Normdatei: 114474680
- International Standard Name Identifier: 0000 0001 1742 4297
- Library of Congress Control Number: nr89001130
- Nationale Bibliotheek van Letland: 000127902
- Mathematics Genealogy Project: 75590
- NARCIS: PRS1238625
- Nationale Bibliotheek van Tsjechië: jcu2013766475
- Nationale Bibliotheek van Israël: 987007430329905171
- Nederlandse Thesaurus van Auteursnamen: 072811781
- ORCID: 0000-0002-8074-2375
- Système universitaire de documentation: 06691681X
- Virtual International Authority File: 10083052
- WorldCat: E39PBJjMCRWcMdx83hGWfJH6Kd